# Volante (documento)
Un volante es un documento en una hoja de papel (a veces la mitad de una cuartilla cortada longitudinalmente) en la que se manda, recomienda, pide, pregunta o se hace constar algo en términos precisos y resumidos, para hacer uso dentro de una institución u organismo o para disfrutar de un servicio.

## Tipo
Para autorizar o hacer constar algún hecho o cosa
Generalmente, un  volante  se utiliza para movimientos internos dentro de un organismo o institución para acceder a algún servicio externo sino existe internamente, en este caso se suele entregar un "volante de autorización» para otro lugar .
Ejemplo: Volante médico, volante que da el médico para hacer un análisis; para ir a visitar a un especialista, etc ..
Este volante suele contener:
- Fecha de expedición y fecha de utilización
- Especificación clara del concepto
- Sello de la institución u organismo
- Firma de la persona que lo emite

Como certificación o para pedir información
Es bastante habitual que las instituciones y organismos proporcionen volantes a los usuarios como resumen de un certificado (o para facilitar la entrada de datos)
- Volante de empadronamiento: Para certificar los datos de empadronamiento.[1]
- Volante de homologación de título: Para llenar los datos para un examen de homologación de título.[2]